# 자히트 아르프
자히트 아르프(튀르키예어: Cahit Arf 오스만 튀르크어:  جاهت ارف , IPA: [d͡ʒɑhit aɾf], 1910년 10월 11일 - 1997년 12월 26일)는 터키 공화국의 위상수학자이자 대수학자이다. 2009년부터 통용되는 E-9 튀르키예 리라의 10 리라권 지폐의 뒷면에 그의 초상 및 주요 연구 업적인 아르프 불변량이 들어 있을 정도로 터키에서는 명성이 높다. 아르프가 마지막으로 교수로 재직했던 터키의 중동 공과대학교 수학과에서는 아르프를 기려 매년 자히트 아르프 기념 강연을 연다.

## 생애
자히트 아르프는 1910년 오스만 제국의 지배 하에 있던 셀라니크(현 그리스령 테살로니키)에서 태어났다. 아르프의 가족은 1912년 발칸 전쟁이 발발하자 제국의 수도 이스탄불로 이주했다 최종적으로 이즈미르에 정착하였다. 아르프는 이즈미르에서 초등 교육을 받았고, 터키 공화국 교육부의 장학금을 받아 프랑스 파리의 에콜 노르말 쉬페리외르에서 공부를 계속하여 졸업하였다.
졸업 후 터키로 돌아온 아르프는 갈라타사라이 고등학교에서 교편을 잡았다. 1933년에는 이스탄불 대학교 수학과에서 잠시 재직하다 1937년 독일 괴팅겐으로 건너가 괴팅겐 대학교에서 박사 학위를 취득하고 헬무트 하세와 함께 연구하였다. 이후 아르프는 이스탄불로 돌아와 연구를 계속하다 1962년 제말 귀르셀 대통령의 위촉으로 터키 과학기술 연구위원회(TÜBİTAK)의 창립에 기여하였고, 1963년 이 위원회의 창립위원으로 있다가 이스탄불의 사립 고등학교인 로버트 칼리지 수학과에서 잠시 교편을 잡았다. 다음 해인 1964년부터 1966년까지는 프린스턴 고등연구소에서 재직하였으며, 그 후 한 해 동안 캘리포니아 대학교 버클리에서 재직하였다.
미국에서 다시 터키로 돌아온 아르프가 1980년 은퇴할 때까지 최종적으로 재직한 곳은 터키 공화국의 수도 앙카라의 중동 공과대학교였다. 아르프는 전 생애애 걸쳐 수학에 지속적인 공헌을 하여 이뇌뉘 상(1948년), 터키 과학기술 연구위원회 과학상(1974년), 프랑스 팔므 아카데미크 기사훈장 코망되르(1994년) 등 많은 상을 받았다. 아르프는 터키 과학한림원과 터키수학회의 회원이었다. 또 1985년부터 1989년까지 터키수학회 회장을 맡았는데, 아르프의 논문선집은 이 시기인 1988년 터키수학회에서 발간되었다. 1997년 아르프는 이스탄불에서 향년 87세를 일기로 사망하였다.

## 같이 보기
- 아르프 불변량

## 참고 문헌
- Arf, Cahit (1990), 자히트 아르프 논문선집, 터키수학회
- Ikeda, Masatoshi G. (1998). “Cahit Arf's contribution to algebraic number theory and related fields” (PDF). 《Turkish Journal of Mathematics》 (영어) 22 (1): 1-14. 2017년 8월 14일에 원본 문서 (PDF)에서 보존된 문서. 2014년 1월 12일에 확인함.